# شاين واتسون
شاين واتسون (17 يونيو 1981 في أستراليا - ) (بالإنجليزية: Shane Watson)‏ هو لاعب كريكت أسترالي. شارك مع منتخب أستراليا الوطني للكريكت. أما مع النوادي، فقد لعب مع Brisbane Heat ‏ وفريق تسمانيا للكريكت وراجستان رويالز ونادي مقاطعة هامبشاير للكريكت ‏ وفريق جنوب ويلز الجديد للكريكت ‏ وفريق كوينسلاند للكريكت ‏ وSydney Sixers ‏ وSydney Thunder ‏.

## وصلات خارجية
- شاين واتسون على موقع إي آس بي آن كريك إنفو (الإنجليزية)